# Jantipa (hija de Doro)
Jantipa (en griego Ξανθίππη, Xanthíppē) en la mitología griega, es una hija de Doro, por el contexto no está claro si este Doro es el hijo de Apolo o el hijo de Helén. Pleurón, casado con Jantipa, engendró un hijo, Agenor, e hijas: Estérope, Estratonice y Laofonte.